# Смалець

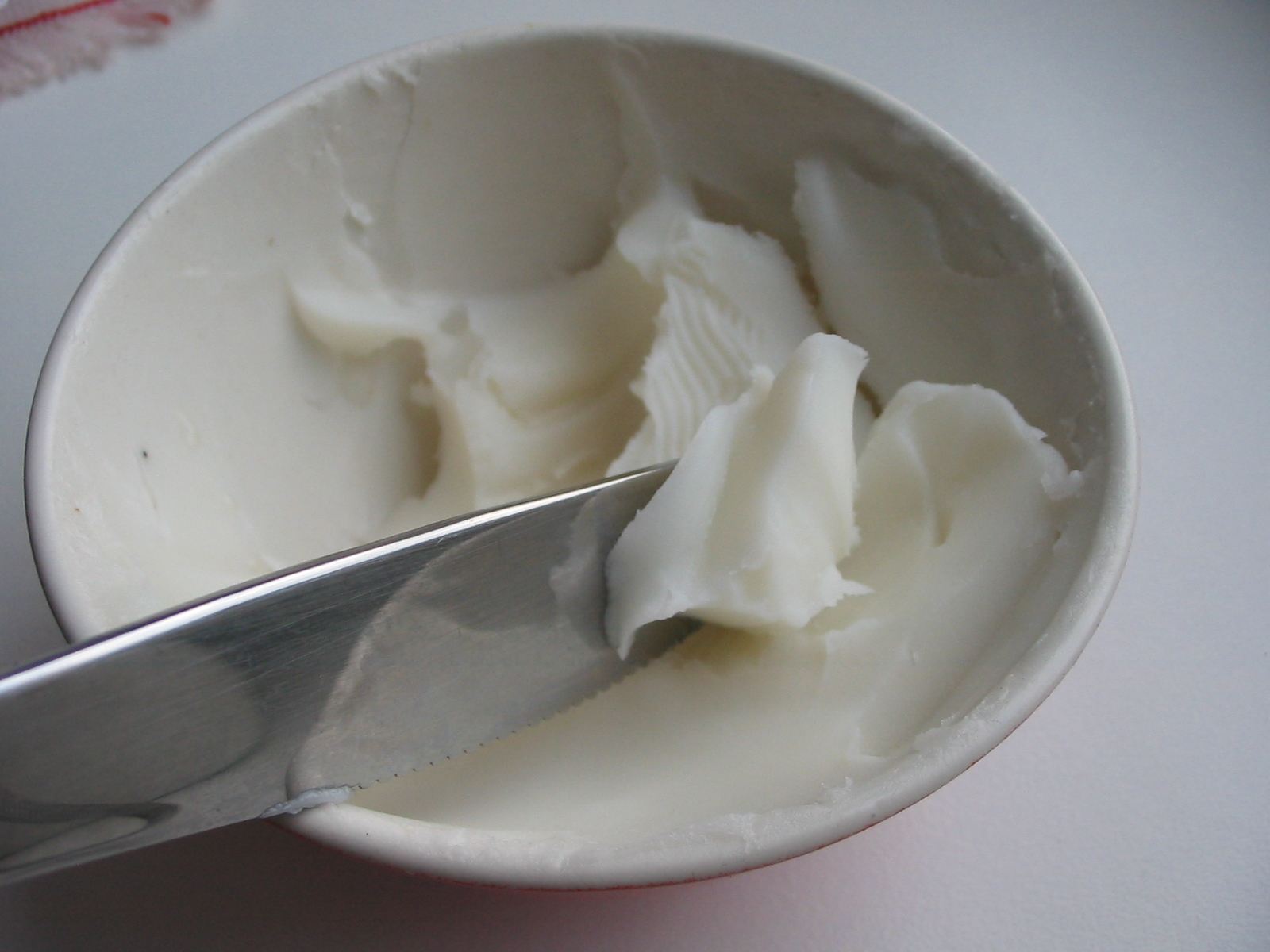
Смалець

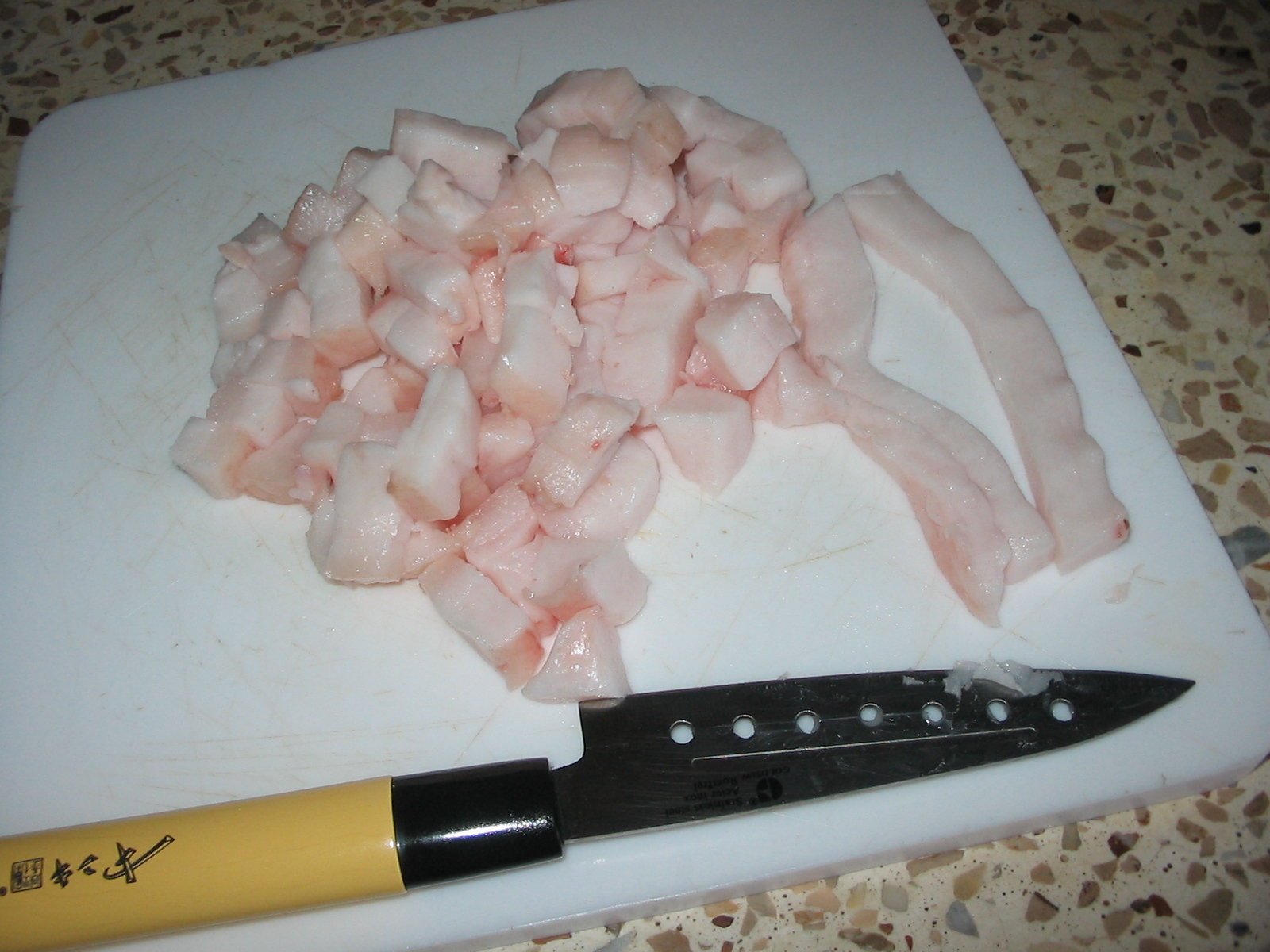
Підготовлене нутряне сало для витоплення смальцю

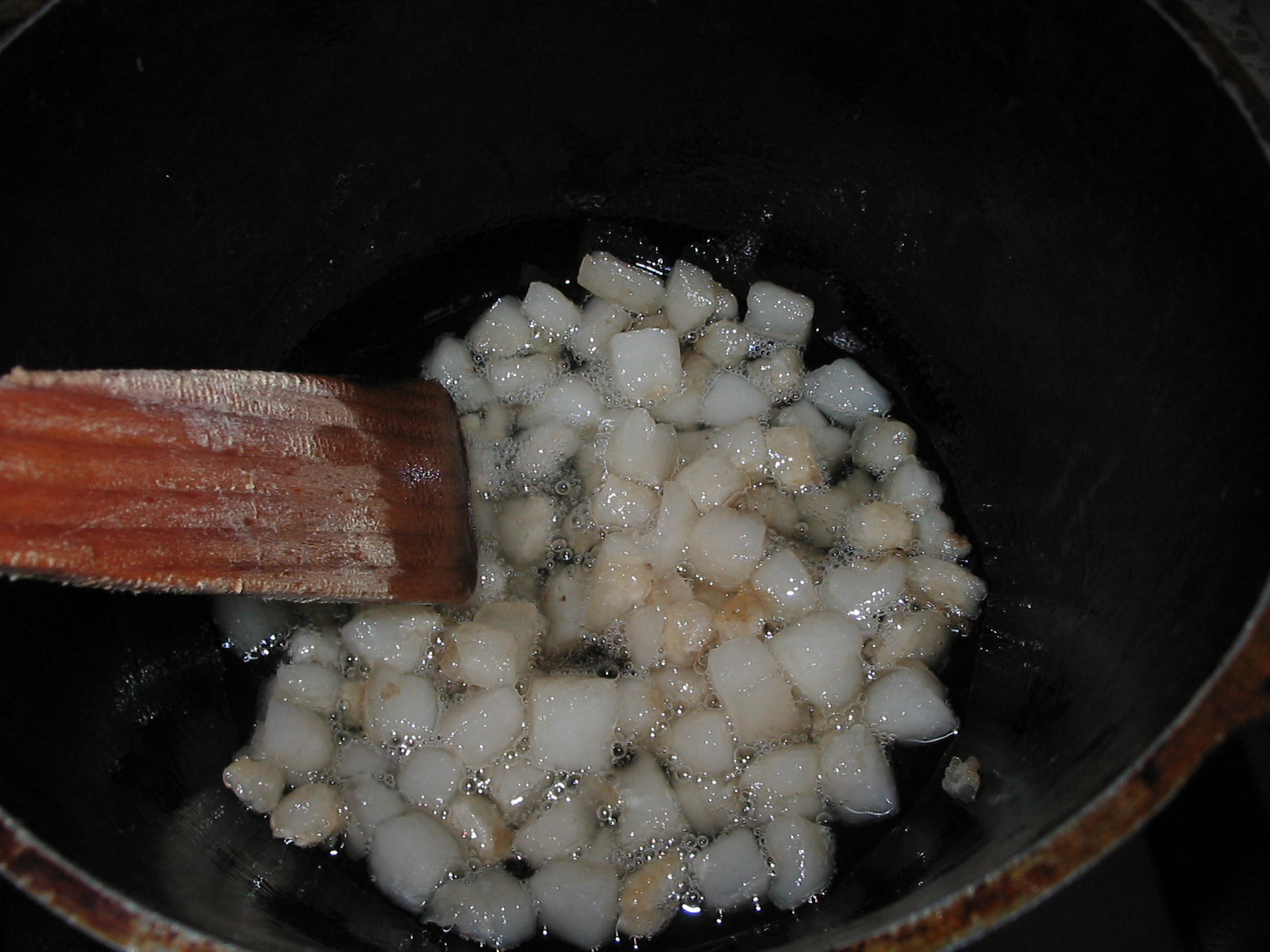
Витоплення смальцю

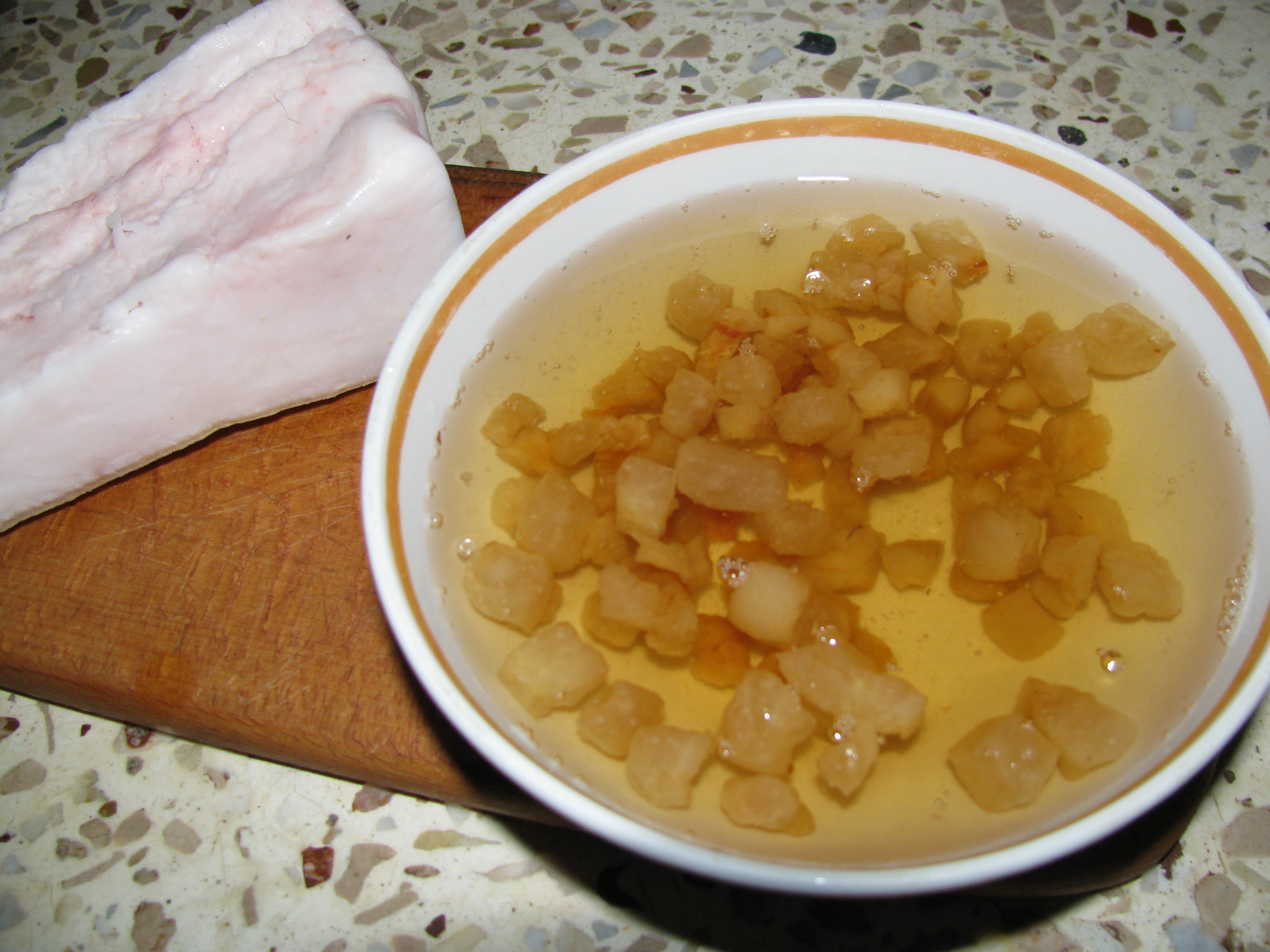
Розтоплений смалець зі шкварками

Сма́лець (від нім. Schmalz), лярд (від фр. lard) — високоцінний харч, жир, витоплений з сала свиней. У кулінарії під смальцем часто розуміють в цілому свинячий жир, рідше так можуть називати і жир птиці.

## Приготування
Часто, хоча і не обов'язково, для виготовлення смальцю використовують здір (нутряне сало) як найменш придатне для будь-якої іншої мети. Жирова тканина, яка, власне, не є частиною туші або відділена від неї під час підготовки туші до продажу, є сировиною, з якою витоплюють смалець.
Перед топленням відокремлений жир промивають, а потім кладуть у лійку спеціальної відцентрової машини, де він подрібнюється ножами і нагрівається парою до температури 85–90 °C. Одержана жирова маса надходить у сепаратор для відокремлення білків і води від жиру. Очищений прозорий смалець охолоджують і розливають в різну тару (дерев'яні діжки тощо).
На м'ясокомбінатах діють безперервні потокові лінії, що дає змогу одержувати смалець у надкороткі терміни.
Зберігати смалець слід ізольовано від інших продуктів, тому що він абсорбує й утримує пахучі речовини.

## Склад і фізичні властивості
Склад і фізичні властивості свинячого жиру (лярду), отриманого з жирової тканини свиней, мають широкий діапазон та залежать від раціону годівлі тварини, клімату, в якому тварин вирощували, будови тіла тварини. Оскільки свині є тваринами з однокамерним шлунком, їхні жирові запаси тісно пов'язані з речовинами, що поступають у процесі годівлі. Тому ступінь ненасиченості свинячого жиру залежить від кількості та складу жирних кислот, що містяться в кормі.

## Кулінарія
Протягом тривалого часу свинячий жир використовувався для приготування здобного і збитого тіста, позаяк він пластичний при кімнатній температурі, що дає змогу розтирати і збивати його з цукром і яєчним жовтком. Періодичний дефіцит свинячого жиру сприяв пошуку його замінників на основі рослинних олій, та, нарешті, виникненню продуктів, більш зручних для випічки, ніж свинячий жир.
Смалець є традиційним для української кухні.

## Інші застосування
На свинячому жирі готуються мазі. Свинячий жир забезпечує глибше проникнення фармацевтичних речовин у шкіру, через що використовується в дерматології.